# Bengalia semerunia
Bengalia semerunia är en tvåvingeart som beskrevs av Andy Z. Lehrer 2005. Bengalia semerunia ingår i släktet Bengalia och familjen spyflugor. Inga underarter finns listade i Catalogue of Life.